# Pteranisomorpha
Pteranisomorpha is een geslacht van Phasmatodea uit de familie Pseudophasmatidae. De wetenschappelijke naam van dit geslacht is voor het eerst geldig gepubliceerd in 2004 door Zompro.

## Soorten
Het geslacht Pteranisomorpha is monotypisch en omvat slechts de volgende soort:
- Pteranisomorpha nigrolineata Zompro, 2004